# Jurassic World - Nuove avventure
Jurassic World - Nuove avventure (Jurassic World Camp Cretaceous) è una serie animata di fantascienza e d'avventura statunitense ideata da Zack Stentz. Fa parte del franchise di Jurassic Park e ha debuttato su Netflix il 18 settembre 2020. Aaron Hammersley e Scott Kreamer sono gli showrunner, e sono anche produttori esecutivi insieme a Lane Lueras, Steven Spielberg, Colin Trevorrow e Frank Marshall.
La serie è ambientata cronologicamente prima, durante e dopo gli eventi del film Jurassic World (2015) e prima degli eventi del film Jurassic World - Il regno distrutto (2018), fungendone da spin-off/midquel/sequel, e segue un gruppo di sei ragazzi che rimangono bloccati su Isla Nublar dopo che diversi dinosauri sono fuggiti dai loro habitat.
Dopo la sua uscita, la prima stagione è stata accolta da recensioni contrastanti e positive da parte della critica, che ha acclamato l'animazione e il diverso cast vocale, ma ha criticato il design e la scrittura dei personaggi.
Nell'ottobre 2020, la serie è stata rinnovata per una seconda stagione che è stata pubblicata il 22 gennaio 2021. Nel febbraio 2021 è stata rinnovata per una terza stagione con dieci episodi, uscita il 21 maggio 2021. Nell'ottobre 2021 è stata rinnovata per una quarta stagione con undici episodi, in uscita il 3 dicembre 2021. Una quinta e ultima stagione uscirà il 21 luglio 2022 con dodici episodi. Successivamente nel novembre del 2023 viene annunciata una nuova serie animata a sequel che uscirà su Netflix il 24 maggio 2024, intitolata Jurassic World - Teoria del caos. In Italia è stata anche trasmessa contemporaneamente su K2 con i primi 2 episodi, e dal 9 maggio 2022 anche su Cartoon Network. Dall'8 novembre 2022 è trasmessa anche su Boing.

## Trama
Questa serie animata segue un gruppo di sei ragazzi scelti per un'esperienza irripetibile in un nuovo campo d'avventura sul lato opposto di Isla Nublar, chiamato il Campo Cretaceo. Ma quando i dinosauri devastano l'isola, i giovani campeggiatori rimangono bloccati. Incapaci di raggiungere il mondo esterno, dovranno passare da estranei ad amici e a familiari se vogliono sopravvivere.

## Episodi
| Stagione         | Episodi | Pubblicazione |
| ---------------- | ------- | ------------- |
| Prima stagione   | 8       | 2020          |
| Seconda stagione | 8       | 2021          |
| Terza stagione   | 10      | 2021          |
| Quarta stagione  | 11      | 2021          |
| Quinta stagione  | 12      | 2022          |

### Speciale interattivo
Il 18 ottobre 2022 venne pubblicato su YouTube un trailer sulla serie animata, intitolato Jurassic World - Nuove avventure: Missione interattiva (Jurassic World Camp Cretaceous: Hidden Adventure), un episodio interattivo ambientato tra la seconda e la terza stagione della serie, in cui il pubblico potrà interagire con le scelte di Darius in modo da influenzare la trama del racconto. L'episodio è stato pubblicato il 15 novembre 2022 su Netflix.

## Personaggi

### Principali
Elenco del gruppo di sei ragazzi dispersi su Isla Nublar:
- Darius Bowman (stagione 1-5): Dopo aver vinto un gioco online, ideato dalla Ingen, entra a Campo Cretaceo, il primo campo avventura per adolescenti del parco di Isla Nublar. Conosce ogni cosa relativa i dinosauri, e viene considerato l'esperto del gruppo. Nel corso della quarta stagione viene catturato dal tecnico informatico della "Mantah Corp" Cash, rivelandosi però molto più furbo di lui e riuscendo ad ingannarlo, fino all'arrivo del suo capo.
- Brooklynn (stagione 1-5): Giovane e carina blogger famosa a livello mondiale (nella serie), con dei capelli rosa. Inizialmente è una ragazza fredda, cinica, arrogante, distaccata, testarda e insicura, ma durante il tempo passato su Isla Nublar diventerà molto più gentile, altruista, sincera, ragionevole, carismatica, amichevole e di buon cuore, intrecciando una profonda amicizia e fidanzamento con Kenji.
- Yasmina "Yaz" Fadoula (stagione 1-5): Rinomata atleta olimpica, soprannominata dai fan "Saetta" per l'incredibile velocità nelle corse. Nella terza stagione, dopo che Sammy rischia la vita a causa degli aculei velenosi dello Scorpios-Rex (un deforme e pericoloso dinosauro ibrido) tenta una corsa contro il tempo per recuperare l'antidoto al veleno dal laboratorio sotterraneo da cui era fuggita lo Scorpios-Rex. Nel corso della quinta stagione, inizia a prendere consapevolezza dei suoi sentimenti verso Sammy riuscendo infine a dichiararsi.
- Sammy Gutierrez (stagione 1-5): Sammy è la figlia dei proprietari del ranch che forniscono il cibo per i dinosauri del Jurassic World. Costretta da Cash che ricatta la sua famiglia su ordine di Daniel Kon accetta di raccogliere campioni di dinosauro per la Mantah Corp. Durante la quinta stagione, trova la forza di ribellarsi e di vendicarsi.
- Kenji Kon (stagione 1-5): Ragazzo simpatico e distratto, il padre possiede la parte condominiale dell'isola, e mentre è fuori per affari decide di lasciare il figlio al Campo. Inizialmente è un ragazzo superficiale, testardo, viziato e arrogante, ma nel corso della serie diventa più empatico, sviluppando una profonda amicizia con Darius, che si rompe temporaneamente durante la quinta stagione a causa delle manipolazioni del suo spregevole padre.
- Ben Fitzgerald Pincus (stagione 1-5): Spesso troppo drammatico e spaventato da tutto viene invitato grazie a sua madre, la quale crede che un'avventura del genere possa aiutarlo a crescere e a superare certe fasi. Durante l'avventura sull'isola instaura un'amicizia con un giovane Anchilosauro che chiamerà Bumpy inoltre diventerà più sicuro di sé e coraggioso. Durante la terza stagione, decide di rimanere su Isla Nublar con Bumpy ma in seguito cambia idea e si unisce al resto del gruppo nel tentativo di lasciare l'isola. Nella Quinta stagione, dopo che a Bumpy è stato iniettato un chip per il controllo mentale, grazie all'amicizia che li lega, riesce a dare al giovane anchilosauro la forza di ribellarsi.

### Secondari
- Roxie (stagione 1 e 5; special guest stagione 2):[18][19] Responsabile dei ragazzi durante l'avventura al Campo Cretaceo e paleontologa. È una donna comprensiva ma ligia al dovere e fedele al regolamento. Durante la prima stagione è costretta insieme con il collega ad abbandonare i ragazzi su Isla Nublar.
- Dave (stagione 1 e 5; special guest stagione 2):[18][19] Responsabile dei ragazzi durante l'avventura al Campo Cretaceo e paleontologo. È un uomo giovane e ingenuo che spesso si arrende subito quando incontra una difficoltà. Durante la prima stagione è costretto insieme a Roxie ad abbandonare Isla Nublar lasciando i ragazzi a cavarsela da soli.
- Mitch (stagione 2): Marito di Tiff e contrabbandiere. È come la moglie un bracconiere. Quando incontra per la prima volta Darius e gli altri si finge loro alleato insieme alla moglie per scoprire l'ubicazione della pozza dell'acqua. Muore divorato dal Tirannosauro di Isla Nublar.
- Tiff (stagione 2, foto di repertorio stagione 3): Moglie di Mitch, cacciatrice e con un buon patrimonio ereditato. Viene uccisa da una coppia di baryonyx mentre cerca di lasciare l'isola a bordo della barca con cui era venuta.
- Hap (stagione 2): guida corrotta e tenace esploratore che tenterà di tenere i ragazzi lontani dagli affari dei suoi clienti. In realtà si rivela un alleato dei ragazzi e durante una fuga contro dei baryonyx si sacrificherà per permettere loro di salvarvi.
- Dottoressa Mea Turner (stagione 4-5): un'ignara ricercatrice della società bioingegneristica Mantah Corp, studia il comportamento dei dinosauri. Ha un legame con un kentrosauro di nome Pierce. Durante la quinta stagione, inizialmente, collabora con Cash e Daniel perché costretta, ma durante la sua permanenza su Isla Nublar, riesce ad eludere il suo capo. In seguito incontra per caso Brandon, Dave e Roxie e li aiuta a salvare i ragazzi.
- Daniel Kon (special guest stagione 4, stagione 5): Presidente della rivale Mantah Corp, è la mente dietro ai combattimenti sanguinosi tra dinosauri. È anche il padre di Kenji, il quale però non era a conoscenza di niente. Dopo aver salvato i ragazzi e suo figlio fa credere loro che il suo scopo sia protegge i dinosauri ma in realtà progetta di vendere la tecnologia dei chip di controllo per arricchirsi. È un uomo avido e superficiale che pone il denaro al di sopra di tutto. Alla fine della quinta stagione, dopo essere fuggito dall'isola della Mantah Corp viene fermato dalla polizia e arrestato, lasciando il figlio da solo che verrà accolto dalla famiglia di Darius.
- Kash D. Langford (stagione 4-5): un brillante quanto folle programmatore della Mantah Corp che conduce test per i combattimenti tra dinosauri. Dopo essere stato umiliato da Daniel Kon progetta di ucciderlo usando la sua stessa tecnologia ma finisce per essere divorato da due velociraptor.

### Guest star
- Dr. Henry Wu (stagione 1, special guest stagione 3): Ingegnere genetico capo della InGen che ha creato tutti i dinosauri sin dal primo Jurassic Park.[20] Oltre ad aver creato l'Indominus Rex che ha devastato Jurassic World, durante la terza stagione si scopre che aveva creato un altro ibrido chiamato Scorpios-Rex che aveva poi ibernato a causa del suo comportamento squilibrato e imprevedibile, nonostante gli fosse stato ordinato di distruggerla. Alla fine della terza stagione ritorna su Isla Nublar per recuperare il suo computer contenente i dati relativi alla creazione dello Scorpio-Rex, che verrà però distrutto dai ragazzi con l'aiuto di Bumpy e del suo branco.
- Fredrick Bowman (stagione 1, flashabck 2): il defunto padre di Darius e di Brandon. Morto a causa di un cancro prima di poter andare al Jurassic World insieme a suo figlio Darius con il quale condivideva la passione per i dinosauri.[20]
- Brandon Bowman (special guest stagione 1-4, stagione 5): il fratello maggiore di Darius. Mesi dopo la distruzione del parco riceve una telefonata da Darius e decide di mettersi alla ricerca di suo fratello. Nella quinta stagione chiede aiuto a Roxie e a Dave per raggiungere Isla Nublar a causa del rifiuto del governo, ma non ottenendo risultati crede che il fratello minore sia morto, fino a quando non incontra la dottoressa Turner dalla quale apprende non solo che il fratello è ancora vivo ma che è riuscito insieme al resto del gruppo a fuggire dall'isola. Alla fine della serie si reca insieme a Roxie, Dave e a Mae sull'isola della Mantah Corp dove riabbraccia Darius.
- Eddie (stagione 1): un assistente il cui compleanno si è interrotto a causa della fuga dei dinosauri che viene poi divorato dall'Indominus Rex.[21][22]
- Dr. Meriwether (stagione 1): un PNG nel videogioco a cui Darius gioca per avere la possibilità di vincere un viaggio al Campo Cretaceo.
- Dr. Lewis Dodgson (special guest stagione 5): Presidente del gruppo ingegneristico Biosyn. Si mostra interessato a finanziare lo sviluppo dei chip di controllo sui dinosauri creati dal Daniel Kon.
- Blue (special guest stagione 1-5): Uno dei velociraptor (unica rappresentante di questa specie) che era rinchiuso nel recinto per la ricerca. Dopo la distruzione di Jurassic World la si vede aggirarsi per l'isola dove ha creato il suo nido nella vecchia sede del Jurassic Park. Durante la permanenza dei ragazzi su Isla Nublar, incontra spesso il gruppo, ma nonostante la sua natura feroce gli risparmia sempre la vita, non ritenendoli una minaccia.
- Echo, Delta, Charlie (special guest stagione 1): Sono gli altri tre velociraptor che erano rinchiusi nel recinto per la ricerca. Compaiono insieme a Blue nel recinto dei raptor. Non compaiono successivamente, per via della loro morte durante gli eventi di Jurassic World.
- Rexy (special guest stagione 1-3): È il Tyrannosaurus del primo film molto invecchiato. Nonostante gli eventi di Jurassic World non presenta stranamente le cicatrici procurate dall'Indominus rex e si scopre che si è creata una tana nel suo vecchio recinto.

## Doppiaggio
| Personaggio                                      | Doppiatore originale  | Doppiatore italiano   |
| Personaggi principali                            | Personaggi principali | Personaggi principali |
| ------------------------------------------------ | --------------------- | --------------------- |
| Darius Bowman (stagioni 1-5)                     | Paul-Mikél Williams   | Vittorio Thermes      |
| Brooklynn (stagioni 1-5)                         | Jenna Ortega          | Chiara Fabiano        |
| Yasmina "Yaz" Fadoula (stagioni 1-5)             | Kausar Mohammed       | Giulia Franceschetti  |
| Sammy Gutierrez (stagioni 1-5)                   | Raini Rodriguez       | Eva Padoan            |
| Kenji Kon (stagioni 1-5)                         | Ryan Potter           | Federico Campaiola    |
| Ben Fitzgerald Pincus (stagioni 1-5)             | Sean Giambrone        | Tito Marteddu         |
| Personaggi secondari                             |                       |                       |
| Roxie (stagione 1, 5; special guest stagione 2)  | Jameela Jamil         | Gaia Bolognesi        |
| Dave (stagione 1, 5; special guest stagione 2)   | Glen Powell           | Flavio Aquilone       |
| Mitch (stagione 2)                               | Bradley Whitford      | Federico Viola        |
| Tiff (stagione 2)                                | Stephanie Beatriz     |                       |
| Hap (stagione 2)                                 | Angus Sampson         | Stefano Alessandroni  |
| Dr. Mae Turner (stagione 4-5)                    | Kirby Howell-Baptiste |                       |
| Daniel Kon (stagione 4-5)                        | Andrew Kishino        | Marco Vivio           |
| Kash D. Langford (stagione 4-5)                  | Haley Joel Osment     |                       |
| Guest star                                       |                       |                       |
| Dr. Henry Wu (stagione 1, 3)                     | Greg Chun             | Andrea Lavagnino      |
| Mr. DNA (stagione 1)                             | Jeff Bergman          | Massimo Bitossi       |
| Fredrick Bowman (stagione 1, flashabck 2)        | Keston John           | Fabio Boccanera       |
| Brandon Bowman (stagione 1, 4-5)                 | Benjamin Flores Jr.   | Gabriele Vender       |
| Eddie (stagione 1)                               | James Arnold Taylor   | Francesco Venditti    |
| Annunciatrice del parco                          | Secunda Wood          |                       |
| Annunciatore di emergenza e addetto (stagione 1) | Roger Craig Smith     |                       |
| Dr. Meriwether (stagione 1)                      | Phil Buckman          |                       |
| Dr. Lewis Dodgson (stagione 5)                   | Adam Harrington       | Francesco Prando      |

## Produzione
A metà del 2018 Scott Kreamer ha rilevato una premessa e una sceneggiatura di un episodio pilota realizzato da Zack Stentz e ha iniziato a lavorare sul design iniziale dello spettacolo.
Nel 2019 è stato annunciato che una serie animata in CGI di Jurassic World avrebbe debuttato su Netflix nel 2020. Il progetto è stato realizzato congiuntamente tra Netflix, Universal Pictures, Amblin Entertainment e DreamWorks Animation, mentre Scott Kreamer, Lane Lueras e Aaron Hammersley lavorano come showrunner della serie. I produttori esecutivi della serie sono Steven Spielberg, Frank Marshall e Colin Trevorrow, mentre Stentz ha lavorato come sviluppatore della serie e come consulente alla produzione.
Spielberg non voleva che la serie fosse una "versione per bambini" dei film di Jurassic Park, insistendo sul fatto che i giovani personaggi fossero collocati in scenari pericolosi, come nei film. Kreamer e Hammersley si sono uniti al progetto dopo che è stato dato il via libera e hanno condiviso la visione di Spielberg. I tre sono stati ispirati da vari film del regista statunitense che spesso raffiguravano bambini in pericolo. A differenza dei film di Jurassic Park, in cui i bambini sono personaggi secondari salvati dagli adulti, la serie si concentra invece sugli adolescenti e sui loro sforzi per sopravvivere da soli.
Il ruolo di Dave è stato scritto appositamente per Powell. Per creare la serie sono stati utilizzati programmi come Vray, Autodesk Maya e Nuke. La pandemia di COVID-19 è iniziata durante la produzione e, come risultato, la troupe della serie ha dovuto lavorare da casa.
La serie presenta musiche originali composte da Leo Birenberg, utilizzando temi tratti dalle colonne sonore di Jurassic Park e Jurassic World, composte rispettivamente da John Williams e Michael Giacchino.

## Promozione
Il 28 luglio 2020 Netflix ha pubblicato il teaser trailer della serie, seguito dal rilascio di un trailer ufficiale il 1º settembre 2020 e da un sito interattivo con tanti giochi per bambini. Inoltre, Mattel e LEGO hanno prodotto giocattoli basati sulla serie.

## Accoglienza

### Critica
La prima stagione è stata accolta da recensioni perlopiù positive da parte della critica, che ha acclamato l'animazione e il diverso cast vocale, ma ha criticato il design e la scrittura dei personaggi.
Il sito aggregatore di recensioni Rotten Tomatoes riporta che il 75% delle 12 recensioni professionali ha dato un giudizio positivo sulla serie, con un voto medio di 6,43 su 10 e il consenso: "Con un vivace gruppo di campeggiatori e nuove entusiasmanti avventure, Nuove avventure evolve con successo il franchise di Jurassic World per gli spettatori più giovani, anche se potrebbe essere un po' troppo violento per alcuni".

## Sequel
Nel novembre 2023, durante l'evento virtuale Geeked Week di Netflix, è stata annunciata una nuova serie animata a sequel, intitolata Jurassic World - Teoria del caos (Jurassic World: Chaos Theory). La serie è ambientata dopo gli eventi di Jurassic World - Il regno distrutto (2018) e prima degli eventi di Jurassic World - Il dominio (2022), ed è stata pubblicata sulla piattaforma di Netflix il 24 maggio 2024.